# Aoyama Saint Hachamecha High School
Aoyama☆Saint Hachamecha High School (青山☆聖ハチャメチャハイスクール, Aoyama☆Sei ("Sei" se traduit par "Saint") Hachamecha High School), plus tard renommé Mecha High♡ (メチャハイ♡), est un groupe de musique d'idoles japonaises formé en août 2012 et dissous en avril 2017.
Il fut produit par l'agence Moving Factory, originellement composé de six membres, étant chacune associée à une couleur.
Dès ses débuts, le groupe a eu pour objectif de donner un concert au Nippon Budokan et de faire leurs débuts en major.

## Histoire
Les Aoyama Saint Hachamecha High School ont participé au show Shibuara Nico Sei Idol Collection (しぶはら★ニコ生アイドルコレクション) diffusé sur Nico Nico Douga 6008ch début 2012.
Le groupe devait obtenir  1 000 réservations de son premier single Hachamecha School Days pour faire ses débuts en août 2012.
Les filles se produisent dans l'émission Totsudeki! Mecha High Shoutai Daisakusen! (突撃！メチャハイ小隊大作戦！！) diffusée sur internet fin 2012
Le premier concert d'Aoyama Saint Hachamecha High School se déroule en décembre 2012 au Shibuya Glad à Tokyo.
Le groupe d'idoles anime régulièrement une rubrique dans Uta Musume (ウタ娘) sur TV Saitama depuis mars 2013. Le second single Meccha High!! (titre tiré du surnom du groupe) a été le tie-up du générique de début de l'émission.
En septembre 2013, les membres ont participé à une collaboration spéciale avec Mad Box Zombies (マッドボックスゾンビーズ) pour l'anime du même nom.
Leur single Starting Over, sorti en  mars 2014, était la chanson thème de l'ouverture de l’émission TV Rank Oukoku (ランク王国) diffusée sur TBS.
Miho Yūki cesse ses activités le 26 avril 2014 en raison de problèmes de santé,.
En mai 2014, une vidéo amusante de la bagarre de rue d'Aoyama Saint Hachamecha High School et le groupe de rock Choshinjuku est publié ; elle a été réalisée pour promouvoir un concert spécial des deux groupes intitulé Mecha High no Jigoku no 10 Ban Shōbu (メチャハイ地獄の10番勝負) qui a lieu le 18 mai 2014 au Kichijoji rock joint GB.
Quelques semaines plus tard, Sena Miura quitte le groupe pour prendre du repos. Rin Yamada obtient son diplôme du groupe et le quitte en août 2014.
À la suite de ces départs, Mirei Mochiduki, Yume Narai et Momo Shiraishi sont recrutées en tant que nouvelles membres pendant l'été.
En septembre 2014, il est révélé que, contrairement aux annonces officielles, Miho Yūki et Sena Miura avaient été licenciées pour avoir eu des relations amoureuses (image incompatible et non-tolérée dans le monde des idoles, ces dernières devant avoir une image innocente envers les fans) ; l'agence de management a demandé aux filles et à leurs petits amis de payer des dommages et intérêts.
La couverture du 5e single des Mecha High Beyond the Darkness est inspiré de la saga cinématographique Star Wars. Le CD est mis en vente en janvier 2015.
Les Aoyama Saint Hachamecha High School font leurs débuts en major avec le single Never Mind sous le label EMI Records de Universal Music Japan en juin 2015 ; la seule condition était d'attirer au moins 2 000 personnes à leur 4e concert Vanishing Point qui a eu lieu en avril 2015 au Zepp Tokyo. Elles ont réussi à relever ce défi.
Mirei Mochiduki a effectué sa graduation et quitté le groupe en août 2015. Elle est remplacée par Marin Hoshizono à la même période.
L'année suivante, le single Mecha High no Tenchi Sōzō, en vente en mars 2016, est réalisé en collaboration avec le compositeur Takashi Niigaki.
Le 30 avril 2016 au cours d’un concert du groupe au TwinBox Garage de Akihabara, les membres Hitomi Sakaki, Yume Narai et Shiori Mizuhara annoncent leur prochaine remise de diplôme et départ du groupe. Ces trois filles ont chacune lu une lettre pour donner quelques explications quant à cette graduation : Shiori Mizuhara souffre d'une maladie chronique et est contrainte de quitter afin de suivre un traitement médical ; Yume Narai veut se retirer de l'industrie du divertissement ; et Hitomi Sakaki décide de quitter le groupe d'idoles pour raisons liées à sa famille. 
 Elles quittent le groupe d'idoles après le Tokyo Idol Festival 2016 en août suivant.
Le 21 août 2016, les 4 membres ont décidé de renommer le nom du groupe par Mecha High♡ (メチャハイ♡), le surnom du groupe à l'origine et annoncé que deux nouveaux membres intégraient le groupe : Eriko Mikami et Ai Takanashi. Elles commencent officiellement leurs activités avec le groupe en novembre 2016.
Cette nouvelle formation sort un single Nouvelle Vague en février 2017.
Le groupe se sépare finalement après un dernier concert en avril 2017.

## Membres
| Nom                                           | Naissance        | Couleur         | Remarques                                |                 |
| Membres actuels                               | Membres actuels  | Membres actuels | Membres actuels                          | Membres actuels |
| --------------------------------------------- | ---------------- | --------------- | ---------------------------------------- | --------------- |
| Misaki Imamura (今村美咲, Imamura Misaki)     | 13 janvier 1992  | Orange          | Membre d'origine                         |                 |
| Shiho Sayama (咲山しほ, Sayama Shiho)         | 25 juillet 1994  | Blanc           | Membre d'origine                         |                 |
| Ayaka Saida (菜田彩佳, Saida Ayaka)           | 17 octobre 1995  | Rouge           | Membre d'origine ; Membre central        |                 |
| Marin Hoshizono (星園まりん, Hoshizono Marin) | 4 juin 1996      | Violet          | joint en août 2015                       |                 |
| Eriko Mikami (三上えりこ, Mikami Eriko)       | 28 février 1998  | Jaune           | joint en août 2016                       |                 |
| Ai Takanashi (小鳥遊藍, Takanashi Ai)         | 29 août 1998     | Bleu clair      | joint en août 2016                       |                 |
| Anciens membres                               |                  |                 |                                          |                 |
| Sena Miura (美浦聖奈, Miura Sena)             | 7 juillet 1992   | Bleu            | Membre d'origine ; quitte en juin 2014   |                 |
| Miho Yūki (結城美帆, Yuuki Miho)              | 15 décembre 1994 | Violet          | Membre d'origine ; quitte en avril 2014  |                 |
| Rin Yamada (山田如凜, Yamada Rin)             | 16 novembre 1996 | Jaune           | quitte en août 2014                      |                 |
| Mirei Mochiduki (望月美怜, Mochiduki Mirei)   | 3 juillet 1998   | Bleu foncé      | joint en août 2014 ; quitte en août 2015 |                 |
| Momo Shiraishi (白石桃, Shiraishi Momo)       | 22 mars 1994     | Violet pastel   | joint en août 2014                       |                 |
| Hitomi Sasaki (坂木ひとみ, Sakaki Hitomi)     | 27 janvier 1995  | Vert            | Membre d'origine ; quitte en août 2016   |                 |
| Yume Narai (奈良井夢, Narai Yume)             | 19 novembre 1997 | Rose            | joint en août 2014 ; quitte en août 2016 |                 |
| Shiori Mizuhara (水原汐莉, Mizuhara Shiori)   | 4 novembre 1997  | Vert émeraude   | joint en août 2014 ; quitte en août 2016 |                 |

## Discographie

### Albums
1. 21 décembre 2013 : Destroy All Monsterz
2. 31 juillet 2016 : Loveless

### Singles
Singles indies
1. 28 septembre 2012 : Hachamecha School Days (ハチャメチャスクールデイズ！?)
2. 7 mars 2013 : Meccha High!! (めっちゃHigh!!?)
3. 20 août 2013 : Summer of Love (サマーオブラブ?)
4. 11 mars 2014 : Starting Over
5. 6 janvier 2015 : Beyond the Darkness

Singles major
1. 24 juin 2015 : Never Mind
2. 9 mars 2016 : Mechahai no Tenchi Sōzō (メチャハイの天地創造?)
3. 5 février 2017 : Nouvelle Vague (ヌーベルヴァーグ?) (sous le nom de Mecha High♡)